# Acanthoscurria aurita
Acanthoscurria aurita là một loài nhện trong họ Theraphosidae.
Loài này thuộc chi Acanthoscurria. Acanthoscurria aurita được miêu tả năm 1939 bởi Piza.